# Pseuderanthemum fruticosum
Pseuderanthemum fruticosum är en akantusväxtart som först beskrevs av Adolph Daniel Edward Elmer, och fick sitt nu gällande namn av Merrill. Pseuderanthemum fruticosum ingår i släktet Pseuderanthemum och familjen akantusväxter. Inga underarter finns listade i Catalogue of Life.